# Mirotvorac (televizijska serija)
Mirotvorac (eng. Peacemaker) je američka televizijska serija temeljena na istoimenom liku iz stripova DC Comicsa. Autor serije je James Gunn, a prva sezona zamišljena je kao spin-off filma Odred otpisanih: Nova misija (2021.) iz filmskog svemira DC Extended Universea (DCEU) te dodatno istražuje lik džingoističkog plaćenika Chrisa Smitha, poznatog kao Mirotvorac. Producirali su je The Safran Company i Troll Court Entertainment u suradnji s Warner Bros. Televisionom, a Gunn je bio showrunner.
Druga sezona serije smještena je u novi DC Universe (DCU), svojevrsni "meki reboot" DCEU-a, te se radnja odvija nakon događaja iz DCU filma Superman (2025.). Produkciju druge sezone preuzeo je DC Studios, a Gunn se ponovno vratio kao showrunner.
Glavnu ulogu tumači John Cena, koji je lik Mirotvorca već portretirao u filmu Odred otpisanih. Gunn je osmislio seriju nakon što je uočio Cenine dramske sposobnosti tijekom snimanja filma te je napisao prvu sezonu dok je dovršavao produkciju filma. HBO Max naručio je seriju u rujnu 2020. bez pilot-epizode. Snimanje je održano u Vancouveru u Kanadi od siječnja do srpnja 2021., a Gunn je režirao pet epizoda. Za glazbu je odabrao pjesme iz žanra glam metala, a uvodna plesna sekvenca koristi pjesmu "Do Ya Wanna Taste It" norveškog benda Wig Wam. Druga sezona naručena je u veljači 2022., a Gunn je ponovno napisao sve epizode. Snimanje je održano u Trilith Studiosu u Atlanti od travnja do studenoga 2024.
Serija je premijerno prikazana 13. siječnja 2022., s prve tri epizode objavljene istog dana, dok su preostale epizode izlazile tjedno do 17. veljače. Druga sezona najavljena je za 21. kolovoza 2025. Serija je nominirana za više nagrada, uključujući i Primetime Creative Arts Emmy Award. Kao dio DC Universea u razvoju je i spin-off serija Waller.

## Glumačka postava
- John Cena kao Christopher Smith / Peacemaker: preživio pucnjavu Bloodsporta, Waller ga je regrutirala kako bi se suprotstavio invaziji vanzemaljskih parazita. Posvećen ostvarenju mira na sve moguće načine, prati ga maskota Eagly. Ima problematičan odnos s ocem Augustom Smithom, čiji okrutni karakter odbija priznati.
- Danielle Brooks kao Leota Adebayo: kći Amande Waller, nevoljko ulazi u Projekt Leptir posebno kako bi izvršila tajni zadatak koji je naručila njezina majka. Udana za Keeyu Adebayo, uskoro dokazuje svoju neadekvatnost za misije koje je obavljao Murnov tim.
- Freddie Stroma kao Adrian Chase / Vigilante: nemilosrdni ekscentrični tajni krvnik, odlučuje se pridružiti Projektu Leptir kako bi ostao na strani Mirotvorca, prema kojem ima duboku i bizarnu naklonost.
- Chukwudi Iwuji kao Clemson Murn: A.R.G.U.S.-ov agent na čelu Projekta Leptir.
- Jennifer Holland kao Emilia Harcourt: cinična A.R.G.U.S.-ova agentica, često je nenaviknuta da se upozna sa svojim kolegama. Međutim, zahvaljujući Mirotvorčevoj raskoši, počet će popuštati.
- Steve Agee kao John Economos: A.R.G.U.S.-ov agent zadužen za tehničku podršku.
- Robert Patrick kao August "Auggie" Smith / White Dragon: Mirotvorčev otac, poremećen čovjek, vođa bande neonacista poznate kao "Arijevsko carstvo" (očita referenca na Ku Klux Klan). Ima nezdrav odnos sa sinom, kojeg prezire od dana kada je slučajno ubio starijeg brata (i Augustovog najstarijeg sina) Keitha.

Viola Davis ponavlja svoju filmsku ulogu DCEU-a kao Amanda Waller u nekreditiranom cameu, kao i Jason Momoa kao Arthur Curry / Aquaman i Ezra Miller kao Barry Allen / The Flash. Pojavljuju se i članovi Lige pravde Clark Kent / Superman i Diana Prince / Wonder Woman. Osim toga, Dee Bradley Baker posuđuje glas za Mirotvorčevog orla, Eaglyja.

## Pregled serije
Mirotvorac je počeo s prikazivanjem 13. siječnja 2022. na platformi HBO Max u Sjedinjenim Američkim Državama, s prve tri epizode objavljene istoga dana. Preostalih pet epizoda prve sezone izlazilo je tjedno, a finale je objavljeno 17. veljače 2022.
U Hrvatskoj je cijela prva sezona postala dostupna na platformi HBO Max 8. ožujka 2022., istoga dana kada je ta platforma pokrenuta u zemlji. Na televizijskom kanalu HBO serija je premijerno emitirana od 23. siječnja do 13. ožujka 2023.
Druga sezona bit će dostupna na HBO Maxu u SAD-u 21. kolovoza 2025., dok će u Hrvatskoj biti dostupna od 22. kolovoza 2025., odnosno u 3 sata ujutro po lokalnom vremenu (sa 21. na 22. kolovoza).
| Sezona | Sezona | Epizoda | HBO MAX            | HBO MAX           | Hrvatska (HBO Max / HBO) | Hrvatska (HBO Max / HBO) | Hrvatska (HBO Max / HBO) | Hrvatska (HBO Max / HBO) |
| Sezona | Sezona | Epizoda | Premijera          | Finale            | Premijera                | Finale                   | Premijera                | Finale                   |
| ------ | ------ | ------- | ------------------ | ----------------- | ------------------------ | ------------------------ | ------------------------ | ------------------------ |
|        | 1.     | 8       | 13. siječnja 2022. | 17. veljače 2022. | 8. ožujka 2022.          | 8. ožujka 2022.          | 23. siječnja 2023.       | 13. ožujka 2023.         |
|        | 2.     | 8       | 21. kolovoza 2025. | –                 | 22. kolovoza 2025.       | –                        | Još nije najavljeno      | Još nije najavljeno      |

| Prva sezona (2022.) 1. A Whole New Whirled 2. Best Friends, For Never 3. Better Goff Dead 4. The Choad Less Traveled 5. Monkey Dory 6. Murn After Reading 7. Stop Dragon My Heart Around 8. It's Cow or Never |

## Produkcija
Dok je završavao rad na filmu Odred otpisanih: Nova misija (2021.) u kolovozu 2020., tijekom mjera COVID-19, pisac i redatelj James Gunn počeo je pisati spin-off televizijsku seriju s naglaskom na podrijetlo Mirotvorca, lika kojeg u filmu glumi John Cena. Gunn je rekao da je to učinio "uglavnom iz zabave", a ideju je spomenuo producentu filma Peteru Safrana kao nešto što bi želio nastaviti.
HBO Max naručio je Peacemaker u rujnu 2020., a Gunn je napisao svih osam epizoda prve sezone i režirao pet. Gunn i Peter Safran izabrani su za izvršne producente, dok je Cena bila ko-izvršni producentic. Seriju produciraju Gunn's Troll Court Entertainment i The Safran Company u suradnji s Warner Bros. Television.
U kolovozu 2021., Gunn je izjavio da želi napraviti drugu sezonu serije i obećao da će to učiniti ako HBO Max obnovi seriju. Ponovio je to nakon premijere serije u siječnju 2022., unatoč činjenici da on i Cena još uvijek nisu imali dogovora za povratak u drugu sezonu, a Gunn je želio uzeti pauzu nakon nekoliko napornih godina.
Početkom studenog 2020. godine Gunn je stigao u Kanadu u dvotjednu karantenu prije nego što je započeo produkciju serije. Snimanje je započelo 15. siječnja 2021. u Vancouveru u Kanadi pod radnim nazivom "The Scriptures". Gunn je odlučio snimati u Vancouveru jer je želio da serija bude smještena na sjeverozapadu Pacifika i zato što je smatrao da će tamo produkcija biti sigurnija jer će se Kanada bolje nositi s pandemijom od Sjedinjenih Država. Gunn je režirao pet epizoda serije, zajedno s Jody Hill, Rosemary Rodriguez i Bradom Andersonom. Jedna od prvih scena koju je snimila produkcija bila je postkreditna scena Odred otpisanih: Nova misija koja je služila kao početak Mirotvorca.

## Vanjske poveznice
- Službena stranica warnerbros.com
- Mirotvorac na hbomax.com
- Mirotvorac u internetskoj bazi filmova IMDb-a